# Black Flag (plaats)
Black Flag is een spookdorp in de regio Goldfields-Esperance in West-Australië.

## Geschiedenis
Ten tijde van de Europese kolonisatie leefden de Maduwongga Aborigines in de streek.
De goudzoekers Garrity en Clancy, in opdracht van R.H. Henning, vonden in 1893 goud in wat het Black Flag-goudveld werd genoemd. De naam van het goudveld, en later het dorp, zou afkomstig zijn van een winkel die tijdens de openingsuren een zwarte vlag uithing.
Op haar hoogtepunt in 1896-97 waren in het dorp acht hotels, een postkantoor, een politiekantoor, een ziekenhuis, een gemeenschapszaal, een bank, een renbaan, een recreatiedomein en verschillende ondernemingen gevestigd. Verscheidene grote goudmijnen lagen rondom het dorp. De grootste mijn, de 'Black Flag Proprietary', had 250 mijnwerkers in dienst. Het dorp Black Flag werd in 1897 officieel gesticht. In 1898 woonden er nog 313 mensen in Black Flag, 260 mannen en 63 vrouwen (sic).
Door slecht management werden verschillende goudmijnen gesloten en tegen 1907 stonden er nog slechts drie vervallen gebouwen in Black Flag. Er was toen nog slechts een kleine goudmijn actief, uitgebaat door een paar goudzoekers.

## 21e eeuw
Black Flag maakt deel uit van het lokale bestuursgebied (LGA) City of Kalgoorlie-Boulder. In de 21e eeuw wordt op het Black Flag-goudveld nog steeds naar goud en andere mineralen gedolven.

## Transport
Black Flag ligt 643 kilometer ten oostnoordoosten van de West-Australische hoofdstad Perth, 124 kilometer ten zuiden van het aan de Goldfields Highway gelegen Menzies en 50 kilometer ten noordwesten van Kalgoorlie, de hoofdplaats van het lokale bestuursgebied waarvan het deel uitmaakt.

## Klimaat
Black Flag kent een warm steppeklimaat, BSh volgens de klimaatclassificatie van Köppen.